# Dolné Otrokovce
Dolné Otrokovce (německy Unterotrokowitz, maďarsky Alsóatrak) jsou obec v okrese Hlohovec v Trnavském kraji na západním Slovensku.

## Historie
V historických záznamech je obec poprvé zmiňována v roce 1113. V obci se nachází římskokatolický kostel svatého Michala archanděla z roku 1934.

## Geografie
Obec leží v nadmořské výšce 180 m na ploše 9,305 km². Žije zde 386 obyvatel.